# Pompignan (Tarn-et-Garonne)
Pompignan is een gemeente in het Franse departement Tarn-et-Garonne (regio Occitanie) en telt 1012 inwoners (1999). De plaats maakt deel uit van het arrondissement Montauban.

## Geografie
De oppervlakte van Pompignan bedraagt 12,2 km², de bevolkingsdichtheid is 83,0 inwoners per km².
De onderstaande kaart toont de ligging van Pompignan (Tarn-et-Garonne) met de belangrijkste infrastructuur en aangrenzende gemeenten.

## Demografie
Onderstaande figuur toont het verloop van het inwonertal (bron: INSEE-tellingen).